# Ma bu

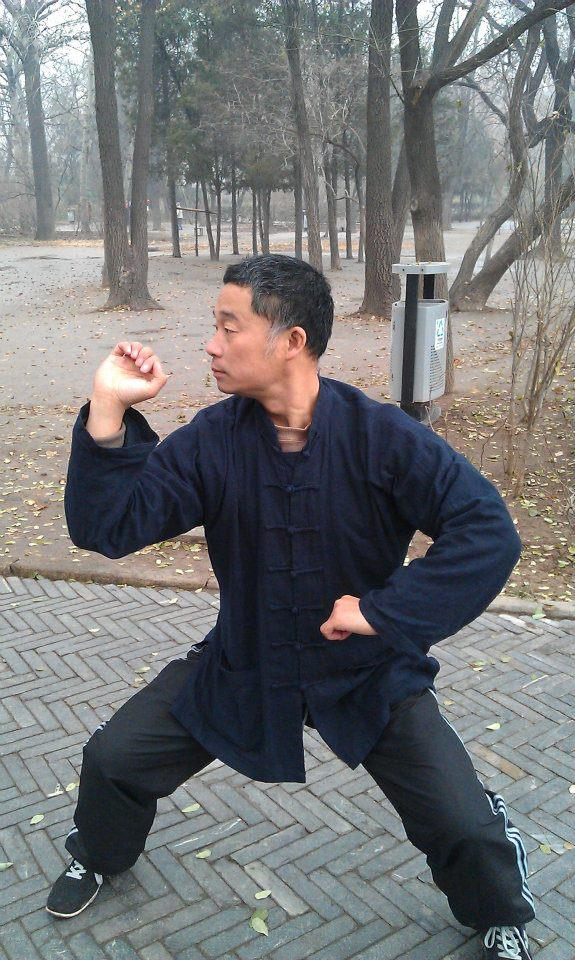
En man med benen i ma bu position

Ma bu (馬步, alternativt mǎbù eller mabu), på svenska ibland känt som hästryttarställning, är en position inom asiatisk kampsport. På koreanska går ställningen under namnet juchum seogi (주춤 서기).  Inom kinesisk kampsport används denna ställning ofta i kombination med gong bu för att tillsammans med en höftrörelse skapa slagkraft. Ställningen karaktäriseras av att benen står långt isär, att kroppen är lågt centrerad och att fötterna är vinklade utåt i ungefär 45 grader. Beroende på stil kan ställningen skilja sig något. Inom bajiquan finns ett fokus på att rikta höfterna framåt och att dra in baken, medan andra stilar puttar ut baken för att undvika att överkroppen lutar framåt.